# 유민 (2003년)
유민(U-MIN, 2003년 3월 23일~)은 대한민국의 가수이자 배우 겸 모델인데, 2020년부터 약1년여의 음악적인 훈련 끝에 2021년 4월 8일에, 퍼스트 미니 앨범 《nineteen》으로써 가수로 정식 데뷔했다.
때때로는 단역 배우로도 활약했고, 'HUX엔터테인먼트'와의 계약 만료 이후에는 2024년 6월 9일 미스코리아 글로벌 선발 대회 엔터테이너상을 수상했다.

## 디스코그래피

### 싱글음반
- 《nineteen》(2021)
- 《Real Love》(2022)

## 주요 출연작

### 오디션 TV 방송
- 《캡틴》(2020) - Top61
- 《내일은 국민가수》(2021) - Top111

## 여타 이외 활약

### 연기 활동

#### 영화
- 《하프웨이(Half-way)》(2016) ... 황한나 역(단역)
- 《새로운 세계의 시작》(2020) ... 남궁혜령[3] 역(단역)

#### TV 시리즈
- 《요술병》(2018, 네이버TV)  ... 다니 엘라(Dhani Ella)[4] 역(단역)

### 이외 단발적 연기 활약

#### 주요뮤직비디오 출연작
- 문시온 - 《Mr. Lonely》(2020)
- 허영생 - 《MI CASA SU CASA》(2021)

### 객원걸 그룹참여
- 《멜로디 핑크》에 객원 참여
- 《버스터즈》에 객원 참여

## 학력
- 서울압구정고교 (졸업)
- 한양여대 실용음악학과 (재학 - 22학번)

## 이외 수상 경력
- 2024 미스코리아 글로벌 선발 대회 엔터테이너상 수상(2024년 6월 9일)